# Extrême Préjudice
Pour plus de détails, voir Fiche technique et Distribution.
Extrême Préjudice (Extreme Prejudice) est un film américain réalisé par Walter Hill et sorti en 1987.
Malgré des critiques globalement positives mais sera un échec au box-office.

## Synopsis
Jack Benteen, membre de la Texas Ranger Division, lutte contre le trafic de drogue et l'immigration clandestine dans une petite ville texane frontalière avec le Mexique. Or le chef des trafiquants, Cash Bailey, est un ami d'enfance du Ranger et l'ancien amant de sa femme, Sarita Cisneros, d'origine mexicaine. Pour compliquer la situation, un commando de vétérans de la guerre du Viêt Nam, avec pour chef Paul Hackett, est envoyé par la CIA pour tuer Bailey.

## Fiche technique
- Titre français : Extrême Préjudice
- Titre original : Extreme Prejudice
- Réalisation : Walter Hill
- Scénario : Deric Washburn et Harry Kleiner, d'après une histoire de John Milius et Fred Rexer (en)
- Musique : Jerry Goldsmith
- Photographie : Matthew F. Leonetti
- Montage : Freeman A. Davies, David Holden (en) et Billy Weber (en)
- Décors : Albert Heschong
- Costumes : Dan Moore
- Production : Buzz Feitshans (de) ; Mario Kassar et Andrew G. Vajna (délégués)
- Société de production : Carolco Pictures
- Société de distribution : TriStar Pictures (États-Unis)
- Pays de production :  États-Unis
- Langue originale : anglais
- Format : Couleur (Technicolor) - 35 mm - 1,85:1 - Dolby Stéréo (4 pistes)
- Genre : action, policier, néo-western
- Dates de sortie[1] : 
  - États-Unis : 24 avril 1987
  - France : 12 août 1987
- Classification[2] :
  - États-Unis : R
  - France : tous publics

## Distribution
- Nick Nolte (VF : Jean Barney) : le Texas Ranger Jack Benteen
- Powers Boothe (VF : Mostéfa Stiti) : Cash Bailey
- Michael Ironside (VF : Gérard Dessalles) : le major Paul Hackett
- María Conchita Alonso (VF : Michèle Bardollet) : Sarita Cisneros
- Rip Torn (VF : Georges Atlas) : le shérif Hank Pearson
- Clancy Brown (VF : Bernard Tiphaine) : le sergent Larry McRose
- William Forsythe (VF : Richard Leblond) : Buck Atwater
- Matt Mulhern (en) (VF : Patrick Poivey) : Declan Patrick Coker
- Dan Tullis Jr (en) (VF : Robert Liensol) : Luther Fry
- Larry B. Scott : Charles Biddle
- James Lashly (VF : Michel Derain) : le shérif adjoint Tom Purvis
- John Dennis Johnston (VF : Raymond Loyer) : Merv
- Marco Rodriguez (en) (VF : Daniel Gall) : le shérif adjoint Emil Cortez
- Tony Frank (en) (VF : Michel Gudin) : Clarence King
- Luis Contreras (en) : Lupo
- Tom Lister, Jr. : Monday
- Larry Duran : Jesus

## Production
Le projet est à l'origine un scénario de John Milius, écrit dans les années 1970. Il souhaite initialement le réaliser lui-même mais ne parvient à le concrétiser. Walter Hill relance ensuite le projet. Le script est alors réécrit par Harry Kleiner..
Pour son personnage, Nick Nolte s'inspire du célèbre Texas Ranger Joaquin Jackson (en).
Le tournage a lieu d'avril à juillet 1986. Il se déroule à El Paso au Texas et en Californie à Santa Clarita (notamment le Mexican Town Movie Ranch) et dans les Laird International Studios de Culver City.

## Accueil

### Critique
Le film reçoit des critiques globalement positives,,. Sur l'agrégateur américain Rotten Tomatoes, il récolte 70% d'opinions favorables pour 10 critiques et une note moyenne de 6,5⁄10. Sur Metacritic, il obtient une note moyenne de 51⁄100 pour 16 critiques.

### Box-office
Le film n'est pas un succès et ne rapporte que 11 307 844 $. En France, il ne totalise que 90 307 entrées.

## Commentaires
Le film, bien que s'agissant d'une histoire policière, emprunte son décor et sa stylisation de la violence au western de Sam Peckinpah, La Horde Sauvage, auquel il se réfère indirectement. Le réalisateur Walter Hill collabora d'ailleurs avec Peckinpah sur le film Guet-Apens.